# Associazione Calcio Vigevano 1942-1943
Questa pagina raccoglie i dati riguardanti l'Associazione Calcio Vigevano nelle competizioni ufficiali della stagione 1942-1943.

## Rosa
| N. |                   | Ruolo | Calciatore         |
| -- | ----------------- | ----- | ------------------ |
|    | Italia (bandiera) | D     | Bruno Armanini     |
|    | Italia (bandiera) | C     | E. Balzarini       |
|    | Italia (bandiera) | C     | E. Bellani         |
|    | Italia (bandiera) | P     | Pacifico Bertani   |
|    | Italia (bandiera) | A     | M. Bettega         |
|    | Italia (bandiera) | A     | A. Biraghi         |
|    | Italia (bandiera) | A     | E. Bottoni         |
|    | Italia (bandiera) | P     | S. Cantoni         |
|    | Italia (bandiera) | P     | P. Canavesi        |
|    | Italia (bandiera) | D     | U. Cappello        |
|    | Italia (bandiera) | C     | Giancarlo Castelli |
|    | Italia (bandiera) | C     | Mario Cavigliani   |
|    | Italia (bandiera) | C     | Walter Cristiani   |
|    | Italia (bandiera) | C     | Ruggero Di Cuonzo  |

| N. |                   | Ruolo | Calciatore        |
| -- | ----------------- | ----- | ----------------- |
|    | Italia (bandiera) | A     | Vittorio Falconi  |
|    | Italia (bandiera) | D     | G. Felini         |
|    | Italia (bandiera) | D     | U. Galletti       |
|    | Italia (bandiera) | D     | Raffaele Guaita   |
|    | Italia (bandiera) | D     | Rudino Lambertini |
|    | Italia (bandiera) | C     | P. Lauri          |
|    | Italia (bandiera) | A     | Giuseppe Madini   |
|    | Italia (bandiera) | A     | Flavio Maino      |
|    | Italia (bandiera) | A     | Luigi Mascherpa   |
|    | Italia (bandiera) | A     | G. Natale         |
|    | Italia (bandiera) | A     | U. Paludetto      |
|    | Italia (bandiera) | C     | S. Previde        |
|    | Italia (bandiera) | A     | Erminio Reggiani  |
|    | Italia (bandiera) | A     | Piero Ricci       |